# Michel Koch
Michel Koch (Wuppertal, Rin del Nord-Westfàlia, 15 d'octubre de 1991) és un ciclista alemany, professional des del 2010. En el seu palmarès destaca la classificació dels esprints i del Premi Miquel Poblet a la Volta a Catalunya de 2014.

## Palmarès en ruta
- 2009
  -  Campió d'Alemanya de contrarellotge júnior
- 2014
  - Vencedor de la classificació dels esprints i del Premi Miquel Poblet a la Volta a Catalunya

### Resultats al Giro d'Itàlia
- 2014. 152è de la classificació general

## Palmarès en pista
- 2009
  -  Campió d'Alemanya de per equips júnior, amb Nikias Arndt, Tobias Barkschat i Lars Telschow
- 2012
  -  Campió d'Alemanya de per equips, amb Henning Bommel, Kersten Thiele i Yuriy Vasyliv